# William Spencer (Leichtathlet)
William Spencer (William Octavius Spencer; * 30. Juli 1900 in Jackson, Tennessee; † 14. Juli 1983 in Starkville, Mississippi) war ein US-amerikanischer Mittelstrecken- und Hindernisläufer.
Bei den Olympischen Spielen schied er 1924 in Paris über 1500 m im Vorlauf aus und wurde 1928 in Amsterdam Achter über 3000 m Hindernis.
1928 wurde er US-Meister über 3000 m Hindernis.

## Persönliche Bestzeiten
- 1500 m: 3:57,0 min, 14. Juni 1924, Cambridge
- 3000 m Hindernis: 9:35,8 min, 7. Juli 1928, Cambridge (ehemaliger US-Rekord)